# Carádoco

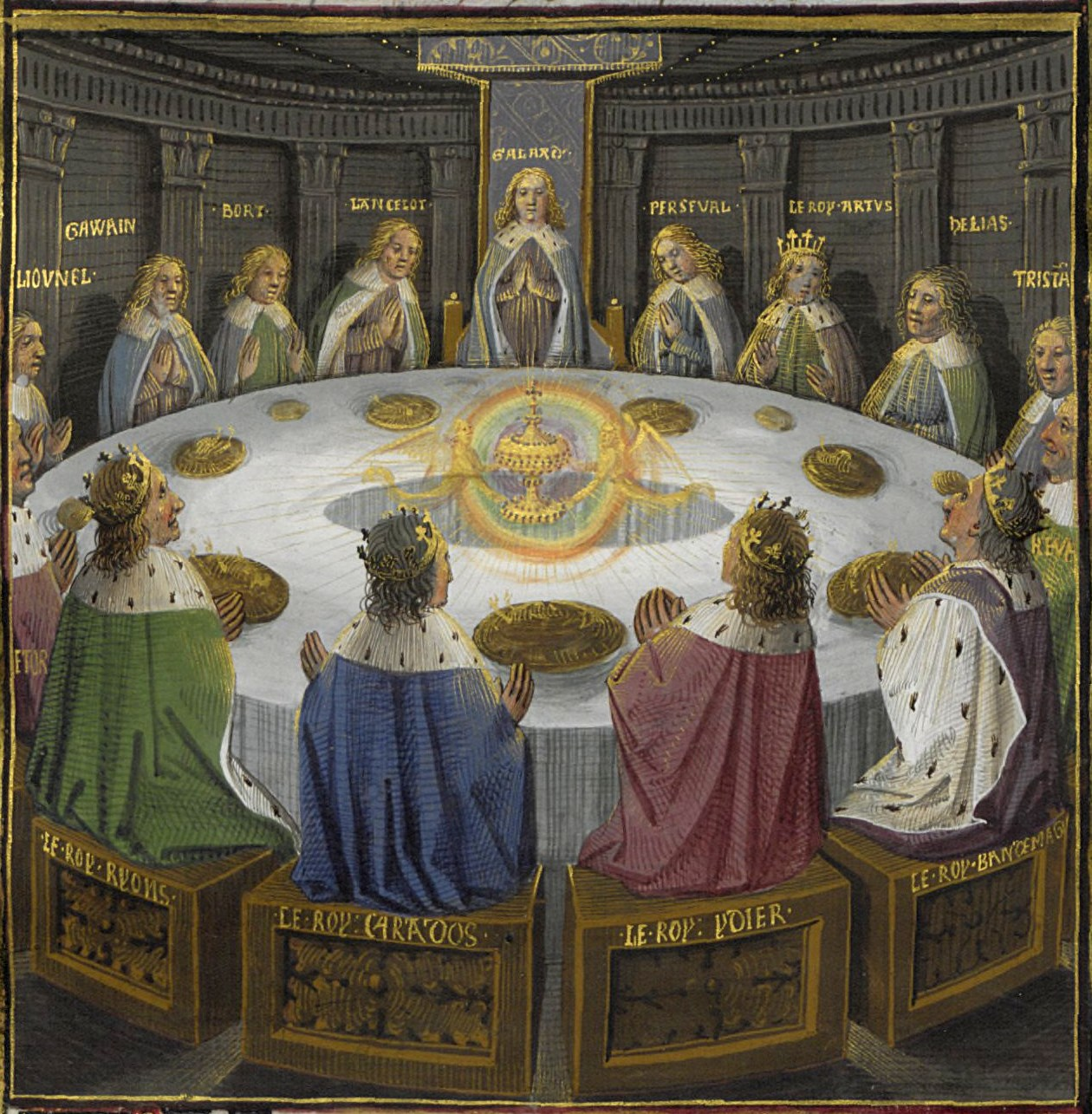
Caballeros de la Mesa Redonda celebrando Pentecostés

Carádoco Vreichvras (del galés “Caradog Brazo Fuerte”) fue un antepasado semilegendario de los reyes de Gwent. Pudo haber vivido en los siglo V o VI. Es recordado en la Materia de Bretaña como caballero de la Mesa Redonda bajo los nombres de rey Carados y Carados Briefbras.

## Identificación
Debido a la prevalencia del nombre, existe una considerable confusión sobre su identidad, tanto histórica como literaria. Puede haberse confundido con el héroe britano Carataco, con Cerdic de Wessex o con otros Carádocos posteriores de la historia británica. Algunos arqueólogos interpretan a Caradoc Freichfras como una figura histórica plausible, también conocida como Caradoc ap Ymyr, que puede haber sidoi gobernante de Gwent alrededor del siglo XVI, con sede en Caerwent, la antigua ciudad romana de Venta Silurum.

## Tríadas
Carádoco aparece en las Tríadas galesas, donde es descrito como el anciano principal del Rey Arturo en Celliwig (Cornualles), y uno de los tres caballeros de la isla de Gran Bretaña. Su esposa es Tegau, y su caballo Lluagor.

## Romances
En la leyenda artúrica, Carádoco fue un caballero de la Mesa Redonda durante la época de Uther Pendragon, pero se unió a otros reyes en rebelión cuando Arturo tomó el trono. Finalmente se reconcilió con el joven rey, y se convirtió en uno de sus aliados de mayor confianza. en el Lanzarote-Grial muere heroicamente en la batalla final de Arturo cuando es asesinado por el señor de Escocia designado por Morded Heliades, a quien también mata, después de liderar la derrota de mercenarios irelandeses.
Otros personajes no relacionados llamados Caradoc o Carados también aparecen en los romances en prosa artúricos franceses y en obras posteriores inspiradas en ellos